# Languedociens
Les Languedociens sont les habitants du Languedoc, ils représentent une part des Occitans et des Français.

## Ethnonymie
L'ethnonyme Languedociens est issu de Languedoc, territoire où se parle le dialecte roman dit « langue d'oc », suivi du suffixe -ien.

## Anthropologie et ethnologie
Le Languedoc était jadis habité par les Volques, y vinrent ensuite les Romains, les Wisigoths et les Sarrasins. Par ailleurs, Louis Dussieux considère que les Languedociens sont un peuple qui descendent des Ligures.
À la fin du XVIIe siècle, Claude Jordan dit qu'on attribue aux Languedociens d'être fort spirituels et d'aimer étudier. Néanmoins, on les accuse d'être grands parleurs, fort inconstants et peu capables de garder un secret. Quant aux femmes, elles sont fort enjouées, usent beaucoup de fard et aiment plus la liberté qu'il n'est séant à leur sexe.
Au milieu du XVIIIe siècle, d'après Jean-Aimar Piganiol de La Force, le génie et les mœurs des Languedociens ne sont pas partout les mêmes. L'auteur dit que ceux du Haut-Languedoc sont grossiers et peu industrieux, qualités fort ordinaires à ceux qui s'attachent à la culture de la terre. Quant à ceux du Bas-Languedoc, ils sont ordinairement pleins d'esprit, d'activité et d'industrie. Cette disposition les rend propres au commerce, aux arts et aux manufactures, qui leur procurent avec avantage ce que le terroir leur refuse. Ils sont ardents à suivre ce qu'ils souhaitent et ne se donnent ni repos ni relâche tant qu'ils ne l'ont pas obtenu, sachant qu'ils oublient aisément les moyens par lesquels ils y sont parvenus et il n'y a que l'espérance d'un nouveau bienfait qui puisse rendre les Languedociens reconnaissants. Le Languedoc produit des hommes vifs, âpres et il est ordinaire qu'ils manquent aux devoirs les plus essentiels pour le moindre profit. Ils aiment les arts et les sciences, sachant que le Languedoc à beaucoup d'Académies à cette époque. Aussi, ils sont braves, sobres, ménagers et ne donnent jamais dans aucune dépense superflue. Enfin ils sont polis, prévenants et flatteurs, mais toujours dans la vue des avantages qui leur en peuvent revenir.
Dans la première moitié du XIXe siècle, selon Émile de La Bédollière, quels que soient l'isolement produit par l'esprit casanier et la variété des usages locaux, les Languedociens ont un caractère commun, des passions, des qualités et des défauts identiques ; chez tous il y a la même vivacité, la même pétulance et la même exaltation fiévreuse. La bravoure est un des traits saillants des Languedociens : façonnés de longue main à la guerre, éprouvés par les luttes étrangères et les dissensions civiles, ils montrent dans les combats une impétuosité agressive qui étonne et déconcerte l'ennemi, sachant que le bataillon de l'Ardèche et la légion du Gard sont honorablement cités dans les bulletins des armées françaises. Les Languedociens sont passionnés pour les beaux-arts ; ils ont l'oreille juste, le sentiment de l'harmonie, le goût inné de la musique et de vastes prétentions au titre de connaisseurs. Le Languedocien s'échauffe aisément et décoche rapidement des injures, comme : Siés un abesti ! Que lou boun Diou té patafiolé imbé d'aygo dé merlusso. Il ne va dans ses rixes que jusqu'au coup de poing inclusivement et se contente de terrasser son adversaire, pour avoir la satisfaction de dire emphatiquement quelque chose comme : L'ay amaluga, l'ay eimplastra coumo uno pel di figo, l'ay escrapouchina,.
En dépit du climat dont la chaleur commande le repos, tous les exercices violents, la chasse, les danses animées et les jeux bruyants, sont aimés des Languedociens du XIXe siècle. Les propriétaires et les paysans sont grands coureurs de plaines, grands destructeurs de becfigues, bartavelles et grands amateurs de chasse au chyo, au miraïllé et à la cantàda ; sachant que les ports-d'armes sont à cette époque inconnus à la majorité de ces chasseurs. Dans les montagnes qui sillonnent une partie de la Haute-Loire, de la Lozère, du Gard et de l'Ardèche, habitent les Cévennols qui sont les « Highlanders du Languedoc ». Au XIXe siècle, ils plantent des mûriers sur le versant des collines, récoltent et travaillent de la soie, tissent au métier des serges et des cadis et, malgré la rudesse et la continuité de leur travail, leur sobriété se contente de châtaignes bouillies ou grillées. Attachés à leur pays, ils ne le quittent que pour aller faire dans la plaine la fenaison et la moisson. Sont-ils aisés, au lieu de chercher à grossir leur patrimoine, ils se claquemurent dans leurs villages, se marient à vingt ans, tuent le temps à la chasse et au café et font valoir leurs terres. Un grand nombre sont luthériens et, parés dès l'aube du dimanche, ils font quelquefois plusieurs lieues à pied pour entendre un prédicateur.

## Religion
Dans la première moitié du XIXe siècle, le catholicisme règne à Toulouse en vainqueur, il s'y épanouit sans obstacle ; mais à Nîmes et à Montpellier, où sa suprématie est contestée, où les protestants occupent les principales fonctions civiles et forment le noyau de la garde nationale, comme représentants de l'opinion constitutionnelle, les deux communions nourrissent une inimitié que trois cents ans de guerre n'ont pas assouvie. Toujours tracassé dans l'exercice de son culte, le catholique languedocien a été constamment dans la position d'un mari dont on cherche à troubler le repos domestique. En Languedoc, l'hérésie a toujours coudoyé la foi ; la négation sceptique a toujours heurté les opinions de la majorité.

## Langage
En 1841 la majorité des Languedociens préfèrent encore le dialecte local à la langue française. Dans une lettre de Racine à M. de La Fontaine, en date du 11 novembre 1661, on voit que de son temps « on avait autant besoin d'un interprète en Languedoc qu'un Moscovite en aurait besoin à Paris » et même en 1841, le français est loin d'être la langue vulgaire du Languedoc, où il est parlé sans correction, d'une voix criarde et glapissante, avec un accent et bardé d'idiotismes comme : « Vous avez tombé votre mouchoir », « Il s'est changé à la campagne », « Je ne l'ai vu jamais plus », « Venez plus à bonne heure », etc.

## Costumes

Exemples
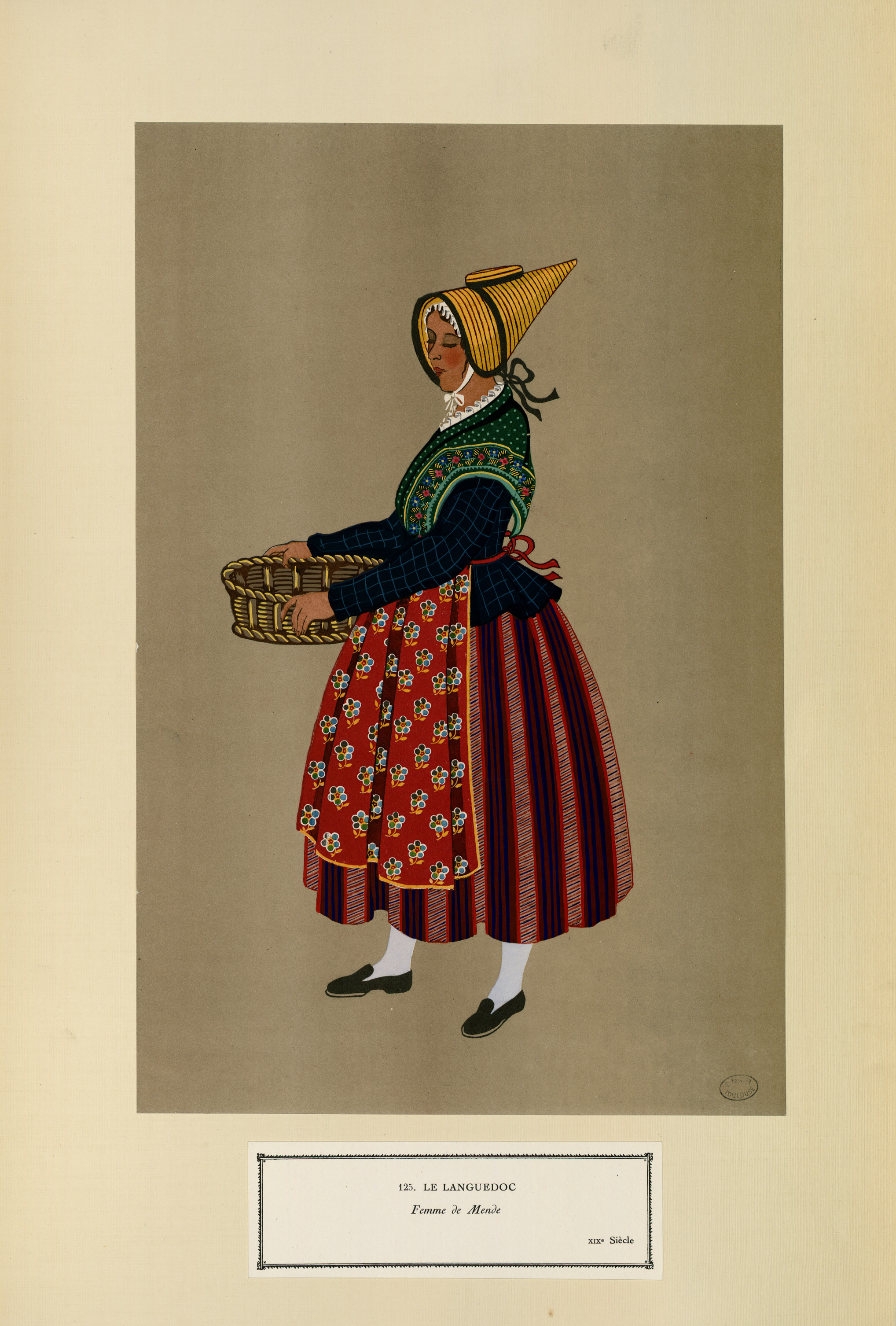
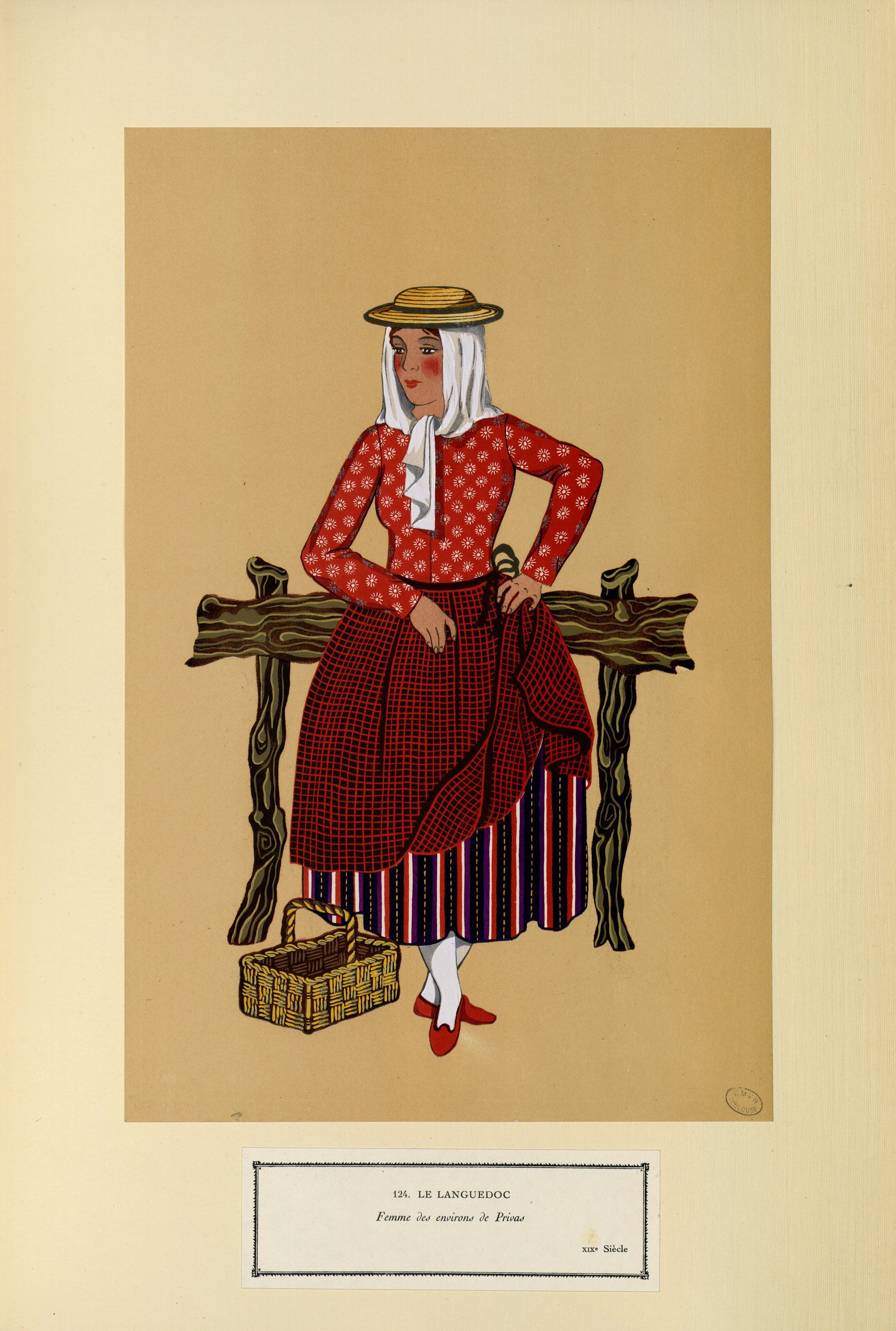
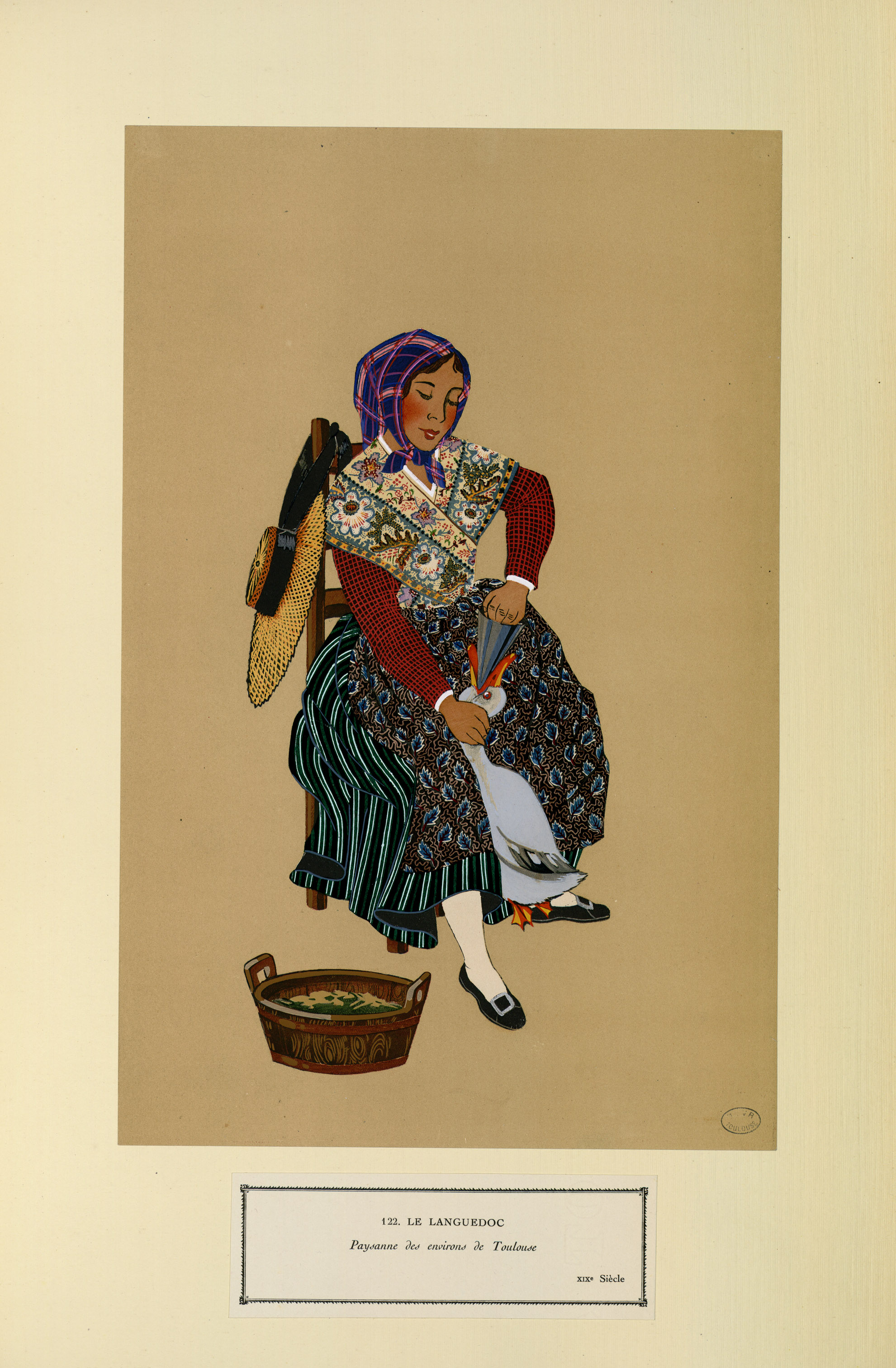
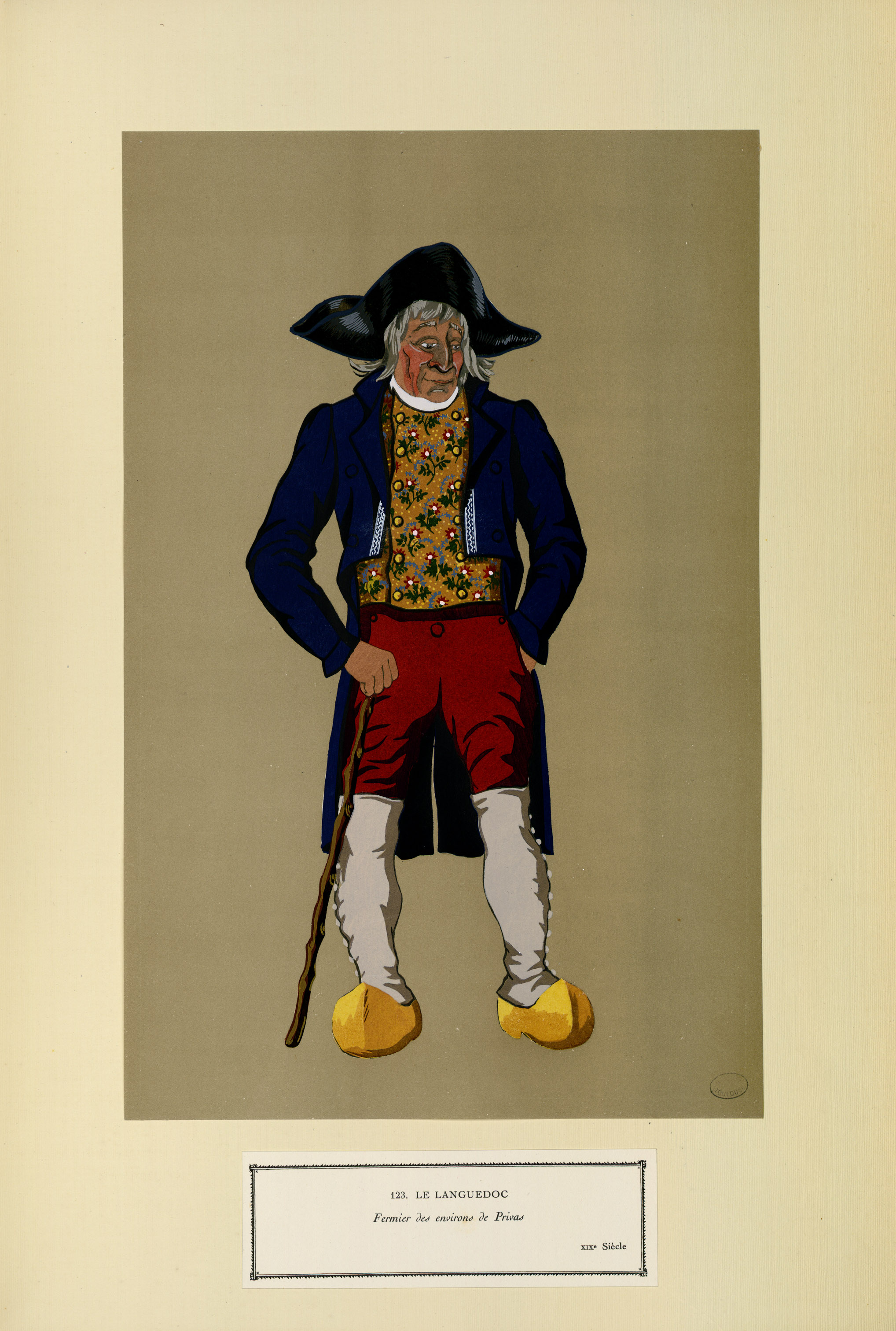

## Migrations et diaspora
En 1932, il y a 37 600 Languedociens à Paris.